# Новикова, Татьяна Васильевна
Татьяна Васильевна Но́викова (род. 8 июня 1946, Шумиха, Курганская область) — советская и российская оперная певица (сопрано). Заслуженный артист РСФСР, лауреат Государственной премии СССР (1985), профессор.

## Биография
Татьяна Васильевна Новикова родилась 8 июня 1946 года в р.п. Шумиха Шумихинского района Курганской области, ныне город — административный центр Шумихинского муниципального округа той же области.
В 1973 году с отличием окончила Ленинградскую государственную консерваторию им. Н. А. Римского-Корсакова (вокальный факультет, класс Е. Г. Ольховского) и была принята в Ленинградский Академический Малый оперный театр.
В 1975 году завоевала 2-ю премию на Всесоюзном конкурсе вокалистов им. М. И. Глинки в Тбилиси, в 1977 году стала лауреатом Международного конкурса вокалистов им. Э. Вила-Лобоса в Рио-де-Жанейро (3-я премия).
С 1980 года — солистка Ленинградского театра оперы и балета им. Кирова (ныне Мариинский театр).

В 1982 году исполнила партию Татьяны в легендарной постановке оперы П. И. Чайковского «Евгений Онегин» (Кировский театр, дирижёр и режиссёр-постановщик Юрий Темирканов). За этот спектакль в составе постановщиков была удостоена Государственной премии СССР.
«В „Евгении Онегине“ был эталонный состав: Охотников, Новикова, Марусин, Лейферкус, Дядькова. Такой Татьяны, какая была у Новиковой — с этой невинностью и невероятным голосом, — я не слышала больше никогда в жизни». — Ольга Бородина 
На сцене Кировского (Мариинского) театра исполняла ведущие партии репертуара: Лиза («Пиковая дама» П. И. Чайковского), Иоланта («Иоланта» П. И. Чайковского), Марфа («Царская невеста» Н. А. Римского-Корсакова), Наташа Ростова («Война и мир» С. С. Прокофьева), Норина («Дон Паскуале» Г. Доницетти), Графиня Розина («Свадьба Фигаро» В. А. Моцарта), Ольга («Псковитянка» Н. А. Римского-Корсакова), Маргарита («Фауст» Ш. Гуно), Джильда («Риголетто» Дж. Верди), Виолетта («Травиата» Дж. Верди), Эльза («Лоэнгрин» Р. Вагнера), Луиза («Обручение в монастыре» С. С. Прокофьева) и другие. В 1980 году стала первой исполнительницей партии Герды в опере Сергея Баневича «История Кая и Герды» по сказке Андерсена «Снежная королева».
С труппой театра гастролировала в Италии, Германии (Гамбургская опера), Шотландии (Эдинбургский фестиваль), Израиле, США (Метрополитен Опера), Австрии, Голландии, Португалии, Японии. Выступала в оперных театрах Амстердама, Мехико, Парижа.
Первая исполнительница ряда сочинений С. М. Слонимского, В. А. Гаврилина, Г. И. Банщикова, В. А. Успенского и других современных композиторов. В 1976 году пела (с Людмилой Филатовой) премьеру двухголосной редакции вокального цикла Валерия Гаврилина «Вечерок». В 1984 году провела в Малом зале Ленинградской филармонии премьеру концертной арии «Плач Изольды» композитора Виктора Копытько.
С 1985 года преподает в Ленинградской консерватории. В настоящее время — профессор кафедры сольного пения Санкт-Петербургской государственной консерватории им. Н. А. Римского-Корсакова. Среди учеников — солисты Мариинского театра Александр Тимченко, Людмила Дудинова и другие.

## Награды и звания
- Заслуженный артист РСФСР, 5 июля 1983 года
- Лауреат Государственной премии СССР, 1985 год, за спектакль «Евгений Онегин» в Ленинградском театре оперы и балета имени С. М. Кирова.
- 2-я премия Всесоюзного конкурса вокалистов им. М. И. Глинки, Тбилиси, 1975 год
- 3-я премия Международного конкурса вокалистов им. Э.Вила Лобоса в Рио-де-Жанейро, 1977 год

## Аудиозаписи
- 1978 — «Песнь песней» С. Слонимского, солисты ЗКР АСО Ленинградской филармонии, камерный хор, дирижёр — Валентин Нестеров (Мелодия С10-11483-4).
- 1979 — партия сопрано, Stabat Mater А. Дворжака. Ленинградская академическая капелла, Оркестр Ленинградской филармонии, дирижёр — Владислав Чернушенко (Мелодия С10—13493-6).
- 1980 — Русская вокальная музыка XVII—XVIII веков. Вокальный ансамбль классической музыки, дирижёр — Валентина Копылова.
- 1980 — Вокальный цикл «Вечерок» В. А. Гаврилина, оркестровка В. Рафаэлова. Эстрадно-симфонический оркестр Ленинградского радио, дирижёр — Станислав Горковенко (Мелодия С10 13571-2).
- 1985 — Любимая Поэта, опера-феерия «Маяковский начинается» А. П. Петрова, хор и оркестр Ленинградского академического театра оперы и балета им. С. М. Кирова, дирижёр — Юрий Темирканов (Мелодия С10 22611-6).
- 1991 — партия сопрано, оратория «Сотворение мира» Й. Гайдна, Академический симфонический оркестр Ленинградской филармонии, дирижёр — Александр Дмитриев.
- 1992 — Антонида, опера «Жизнь за царя» М. И. Глинки. Н. Охотников, Г. Кунде, Т. Синявская, хор Нидерландского радио, Филармонический оркестр радио Нидерландов, дирижёр — Эдо де Ваарт.
- 1994 — Половецкая девушка, «Князь Игорь» А. П. Бородина, хор и оркестр Мариинского театра, дирижёр — Валерий Гергиев (Philips 442-537-2).

## Видеозаписи
- 1976 — Фильм-концерт «Романсы П. Чайковского и С. Рахманинова в исполнении Татьяны Новиковой».
- 1977 — Фильм-концерт «Из антологии русского романса. Старинные русские романсы и дуэты исполняют Константин Плужников и Татьяна Новикова».
- 1982 — Норина, фильм-опера «Дон Паскуале» Г. Доницетти, дирижёр — Валерий Гергиев.
- 1983 — Татьяна, «Евгений Онегин» П. И. Чайковского, Ленинградский академический театр оперы и балета им. С. М. Кирова, дирижёр — Юрий Темирканов.
- 1985 — Иоланта, «Иоланта» П. И. Чайковского (концертное исполнение), дирижёр — Юрий Темирканов.
- 1985 — Луиза, «Обручение в монастыре» С. С. Прокофьева, Ленинградский академический театр оперы и балета им. С. М. Кирова, дирижёр — Юрий Темирканов.
- 1986 — «Встреча с Юрием Темиркановым», телевизионный фильм.
- 1989 — Вокальный цикл М. П. Мусоргского «Детская. Эпизоды из детской жизни». Фортепиано — Андрей Хотеев.
- 1989 — «Модест из рода Мусоргских», телевизионный фильм, режиссёр Виктор Окунцов.
- 1991 — «Сергей Прокофьев. Сюита жизни», телевизионный фильм.
- 1991 — «Дело Иосифа Бродского», документальный фильм.
- 1993 — «Владислав Успенский. „Вы помните…“», телевизионный фильм.

## Фильмография
| Год   |     | Название                                                              | Роль                     |
| ----- | --- | --------------------------------------------------------------------- | ------------------------ |
| 1976  | док | Романсы П.Чайковского и С.Рахманинова в исполнении Татьяны Новиковой  | камео                    |
| 1977  | док | Стариные русские романсы и дуэты исполняют К. Плужников и Т. Новикова | камео                    |
| —1981 | тсп | В зимнюю ночь                                                         | Имя персонажа не указано |
| —1982 | тсп | Дон Паскуале                                                          | Норина                   |
| —1983 | тсп | Ночной дилижанс                                                       | Имя персонажа не указано |
| —1987 | тсп | Сказка о мертвой царевне                                              | Имя персонажа не указано |
| 2013  | док | Юрий Темирканов. Браво, маэстро!                                      | архивные кадры           |